# Nosidło

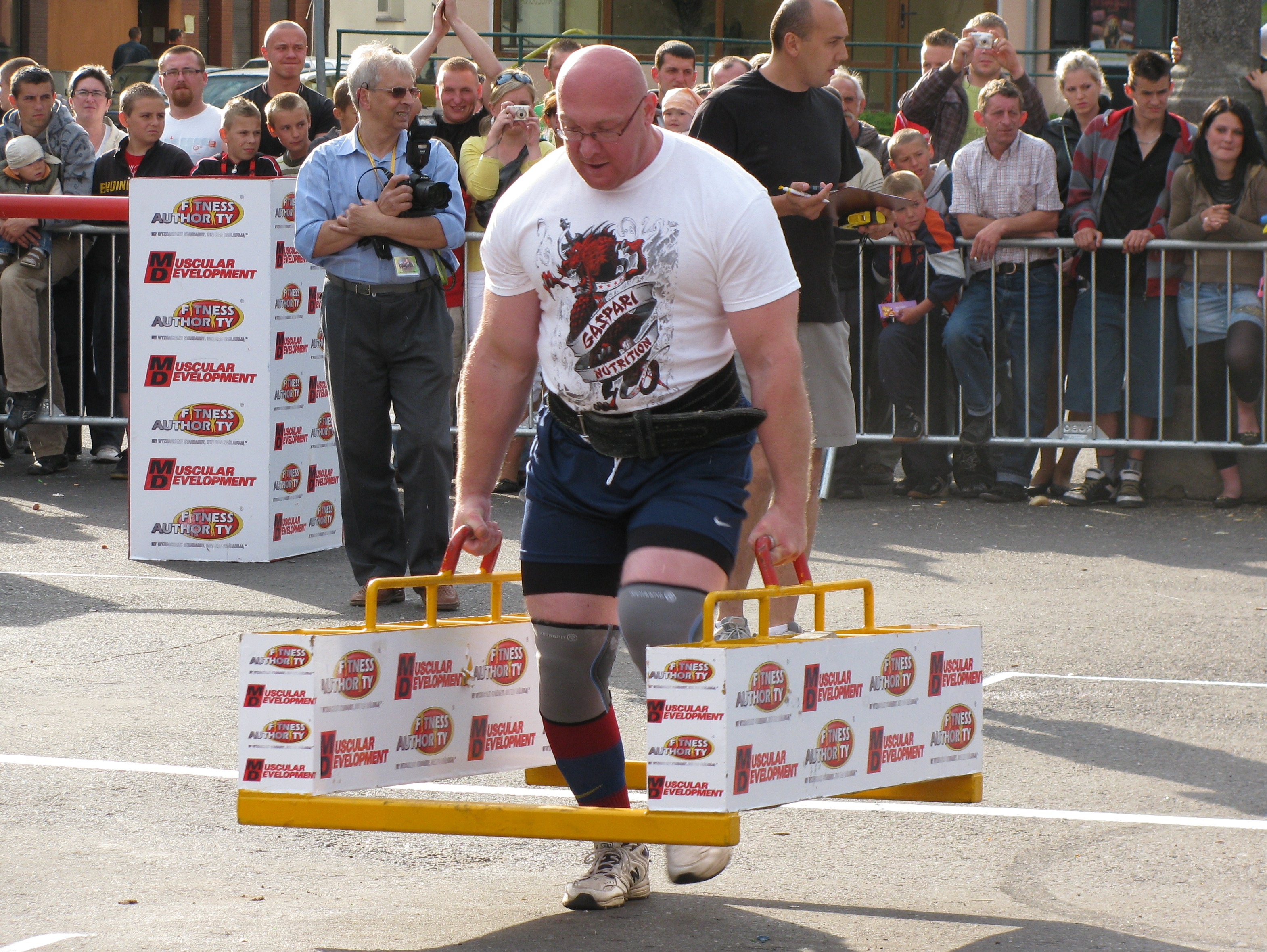
Nosidło, dystans płaski.

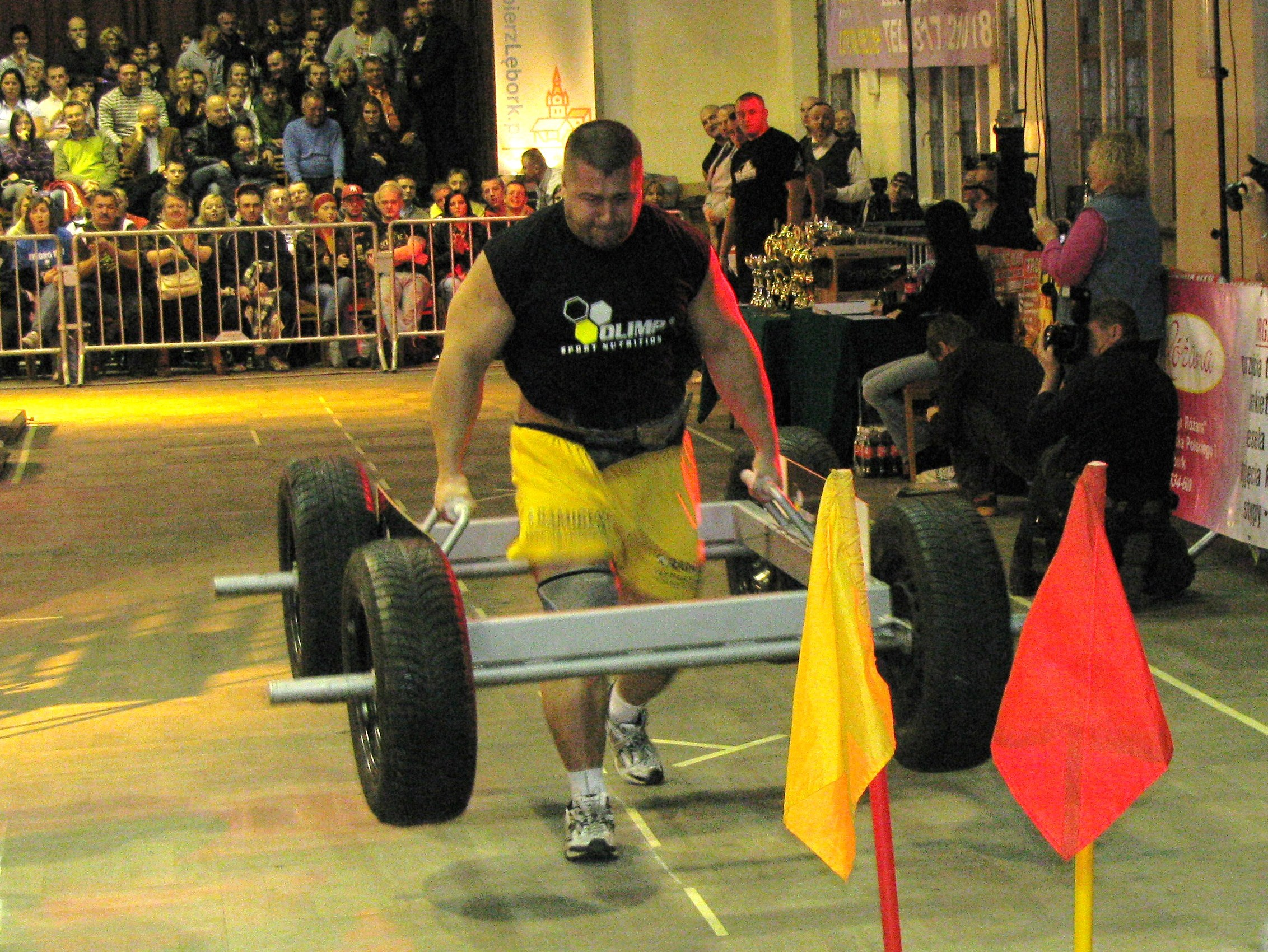
Nosidło, dystans płaski.

Nosidło (ang. Frame Carry) – konkurencja zawodów siłaczy.
Zadaniem zawodnika jest przeniesienie w obu dłoniach ciężaru, na określonym dystansie, w jak najkrótszym czasie. Zawodnik może wielokrotnie opuszczać ciężar na podłoże.
Nosidło ma formę otaczającej zawodnika ramy. Masa wynosi najczęściej od 320 kg do 400 kg, długość trasy do 20 m.
Konkurencja jest rozgrywana w dwóch wariantach:
- na dystansie „płaskim” nachylenie podłoża wynosi 0°;
- na dystansie „pochyłym”, gdzie dla zwiększenia trudności konkurencji zawodnik pokonuje drogę wchodząc na pochylnię, kierując się w górę.

## Rekordy świata
- Aktualny rekord świata w Nosidle (Timber Carry) należy do Andrusa Murumetsa ( Estonia):

podczas zawodów Arnold Strongman Classic 2008, ciężar 394,6 kg (870 lbs), na dystansie 9,75 m (32 stopy) pod górę, przeniósł w czasie 7,35 s.